# Алисово-Покровское
Али́сово-Покро́вское — село в Фатежском районе Курской области. Входит в состав сельского поселения Солдатский сельсовет.

## География
Расположено в 14 км к юго-западу западу от Фатежа на ручье Никовец, притоке Руды. В селе есть пруд на этом ручье. Высота населённого пункта над уровнем моря — 235 м. К северу от села находится урочище Долгое.
Климат
Алисово-Покровское, как и весь район, расположено в поясе умеренно континентального климата с тёплым летом и относительно тёплой зимой (Dfb в классификации Кёппена).
Часовой пояс
Село Алисово-Покровское, как и вся Курская область, находится в часовой зоне МСК (московское время). Смещение применяемого времени относительно UTC составляет +3:00.

## История
В XVI веке местность в районе будущего села Алисово-Покровского заселялась однодворцами и выходцами из Малороссии. К концу XVII века несколько населённых пунктов объединились в новообразованный приход Покровского храма, по названию которого село стало именоваться Покровское-на-Никовце или просто Покровское. В то время село входило в состав Курицкого стана Курского уезда. К приходу Покровского храма, помимо жителей села, были приписаны крестьяне соседних деревень: Бригадирово, Костина, Любимовка, Репринка, Рудка, Умрихина. В 1737—1745 годах большую часть села приобрел курский дворянин Евтифий Андреевич Алисов, от фамилии которого к названию добавилась приставка Алисово.
В 1779 году село вошло в состав новообразованного Фатежского уезда. В XIX веке в Алисово проживали владельческие крестьяне. Владельцами села в разное время были помещики фон Рутцен, Ребиндеры, Рошток, Костины, Вельяминовы, Феоктистовы, Воробьевы, Кагель-Махер и другие. К моменту отмены крепостного права в 1861 году 218 крестьян Покровского принадлежали поручику Карлу фон Рутцену, отцу общественного деятеля Николая Карловича фон Рутцена. В то время село входило в состав Рождественской волости Фатежского уезда. В 1862 году в Покровском был 61 двор. К 1877 году число дворов увеличилось до  111, действовала школа. В конце XIX века село было передано в Дмитриевскую волость. В 1890 году в алисовском имении братьев Александра и Петра Николаевичей фон Рутцен были запущены в производство паровые: пшенично-декстринный, картофельно-крахмальный и крахмально-паточный заводы.
После Октябрьской революции 1917 года частные земли в селе национализировали, в усадьбе фон Рутцен расположился дом инвалидов Всесоюзного значения. С 1920-х годов до 1954 года, село было административным центром Алисовского сельсовета.
До 2010 года село входило в состав Любимовского сельсовета.

## Население
| 1979 | 1989 | 2002 | 2010 |
| ---- | ---- | ---- | ---- |
| 245  | ↘77  | ↗89  | ↘83  |

В 1981 году в селе проживало около 240 человек.
В 1900 году: 557 человек (331 мужского пола и 226 женского).
В 1877 году: 548 человек.
В 1862 году: 614 человек (304 мужского пола и 310 женского).

## Инфраструктура
Личное подсобное хозяйство. В селе 32 дома.

## Транспорт
Алисово-Покровское находится в 11 км от автодороги федерального значения М2 «Крым» (Москва — Тула — Орёл — Курск — Белгород — граница с Украиной) как часть европейского маршрута E105, в 13,5 км от автодороги регионального значения 38К-038 (Фатеж — Дмитриев), на автодорогe межмуниципального значения 38Н-826 (Алисово-Покровское — Кофановка), в 32 км от ближайшего ж/д остановочного пункта 552 км (линия Навля — Льгов I).
В 158 км от аэропорта имени В. Г. Шухова (недалеко от Белгорода).

## Персоналии
- Рутцен, Николай Карлович (1826—1880) — общественный деятель, владелец села. Умер в Алисово-Покровском.
- Рутцен, Александр Николаевич (1858—1933) — инженер, депутат Государственной думы I созыва от Курской губернии, владелец села.